# Lista de membros da Royal Society eleitos em 1924
Lista de Membros da Royal Society eleitos em 1924.

## Fellows
- Henry Balfour
- Joseph Edwin Barnard
- James Fairlie Gemmill
- Mervyn Henry Gordon
- Percy Groom
- Sir Christopher Kelk Ingold
- Percy Fry Kendall
- Louis Vessot King
- Louis Mordell
- Thomas Slater Price
- Sir Chandrasekhara Venkata Raman
- Leonard James Rogers
- Alexander Russell
- Charles Spearman
- Frank Twyman

## Estatuto 12
- Sir Otto John Beit
- David Alexander Edward Lindsay, 27th Earl of Crawford and 10th Earl of Balcarres